# Cortina de Bambu

Alianças da Guerra Fria do Leste Asiático em 1959. Observe que, na época, o Laos era aliado dos Estados Unidos, já que o comunista Pathet Lao não assumiu o controle do país até 1975. Além disso, o Vietnã do Norte e do Sul ainda não tinham sido unificados. As fronteiras das ex-repúblicas soviéticas, agora independentes, são mostradas anacronicamente para fins de contexto.

A Cortina de Bambu é uma demarcação política da Guerra Fria entre os estados comunistas do Leste Asiático, particularmente a República Popular da China, e os estados capitalistas e não comunistas do Leste, Sul e Sudeste Asiático. Ao norte e noroeste ficam os estados comunistas da China, a União Soviética, o Vietnã do Norte, a Coreia do Norte e a República Popular da Mongólia. Ao sul e ao leste ficam os países capitalistas e não-comunistas da Índia, Paquistão, Japão, Indonésia, Malásia, Singapura, Filipinas, Tailândia, Taiwan, Coreia do Sul, Hong Kong Britânico e Macau Português. Antes das Guerras da Indochina, o bloco não comunista incluía a Indochina Francesa e seus estados sucessores, Vietnã do Sul, Laos e Camboja. No entanto, após as guerras, os novos países do Vietnã, Laos e Kampuchea Democrático tornaram-se estados comunistas. Em particular, após a Guerra da Coreia, a Zona Desmilitarizada Coreana tornou-se um símbolo importante desta divisão asiática (embora o próprio termo cortina de bambu seja raramente usado nesse contexto específico).
O termo cortina de bambu foi derivado de Cortina de Ferro, um termo amplamente utilizado na Europa de meados da década de 1940 ao final da década de 1980 para se referir às fronteiras comunistas daquela região. Foi usada com menos frequência do que a Cortina de Ferro, em parte porque, embora esta tenha permanecido relativamente estática por mais de 40 anos, a cortina de bambu mudava com frequência e era um pouco menos precisa. Foi também uma descrição menos precisa da situação política na Ásia devido à falta de coesão dentro do bloco comunista do Leste Asiático, que resultou na ruptura sino-soviética. Durante a Guerra Fria, os governos comunistas na Mongólia, Vietnã e Laos eram aliados da União Soviética, embora por vezes cooperassem com a China, enquanto o regime cambojano de Pol Pot era leal à China. Após a Guerra da Coreia, a Coreia do Norte evitou tomar partido entre os soviéticos e a China. (Desde o fim do bloco comunista na Ásia, a Coreia do Norte mantém boas relações tanto com a Rússia como com a China, embora as relações entre os países tenham sido tensas nos tempos modernos.)
Durante a Revolução Cultural na China, as autoridades chinesas colocaram secções da cortina sob uma espécie de bloqueio, proibindo a entrada ou saída do país sem permissão do governo chinês. Muitos aspirantes a refugiados que tentaram fugir para países capitalistas foram impedidos de escapar. Relaxamentos ocasionais levaram a várias ondas de refugiados na colônia da coroa britânica de Hong Kong.
A melhoria das relações entre a China e os Estados Unidos durante os últimos anos da Guerra Fria tornou o termo mais ou menos obsoleto, exceto quando se referia à Península Coreana e à divisão entre aliados dos EUA e aliados da URSS no Sudeste da Ásia. Hoje, a zona desmilitarizada que separa a Coreia do Norte e a Coreia do Sul é normalmente descrita como DMZ. A cortina de bambu é usada com mais frequência para se referir às fronteiras fechadas e à economia da Birmânia (embora tenha começado a ser aberta em 2010). Desde então, a cortina de bambu deu lugar ao modelo de negócios denominado “Rede de Bambu”.